# Clerodendrum splendens
Clerodendrum splendens là một loài thực vật có hoa trong họ Hoa môi. Loài này được G.Don mô tả khoa học đầu tiên năm 1824.

## Hình ảnh

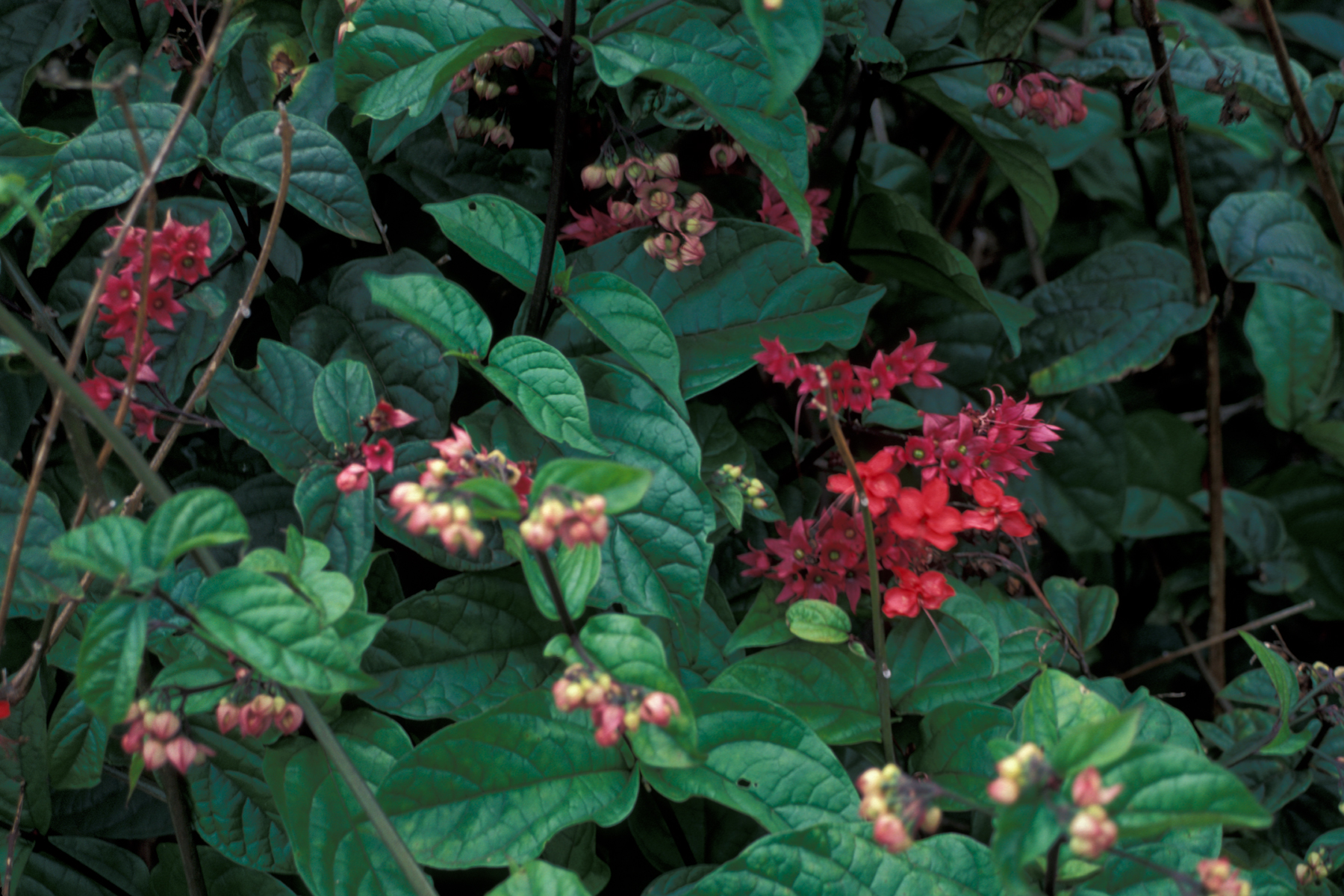
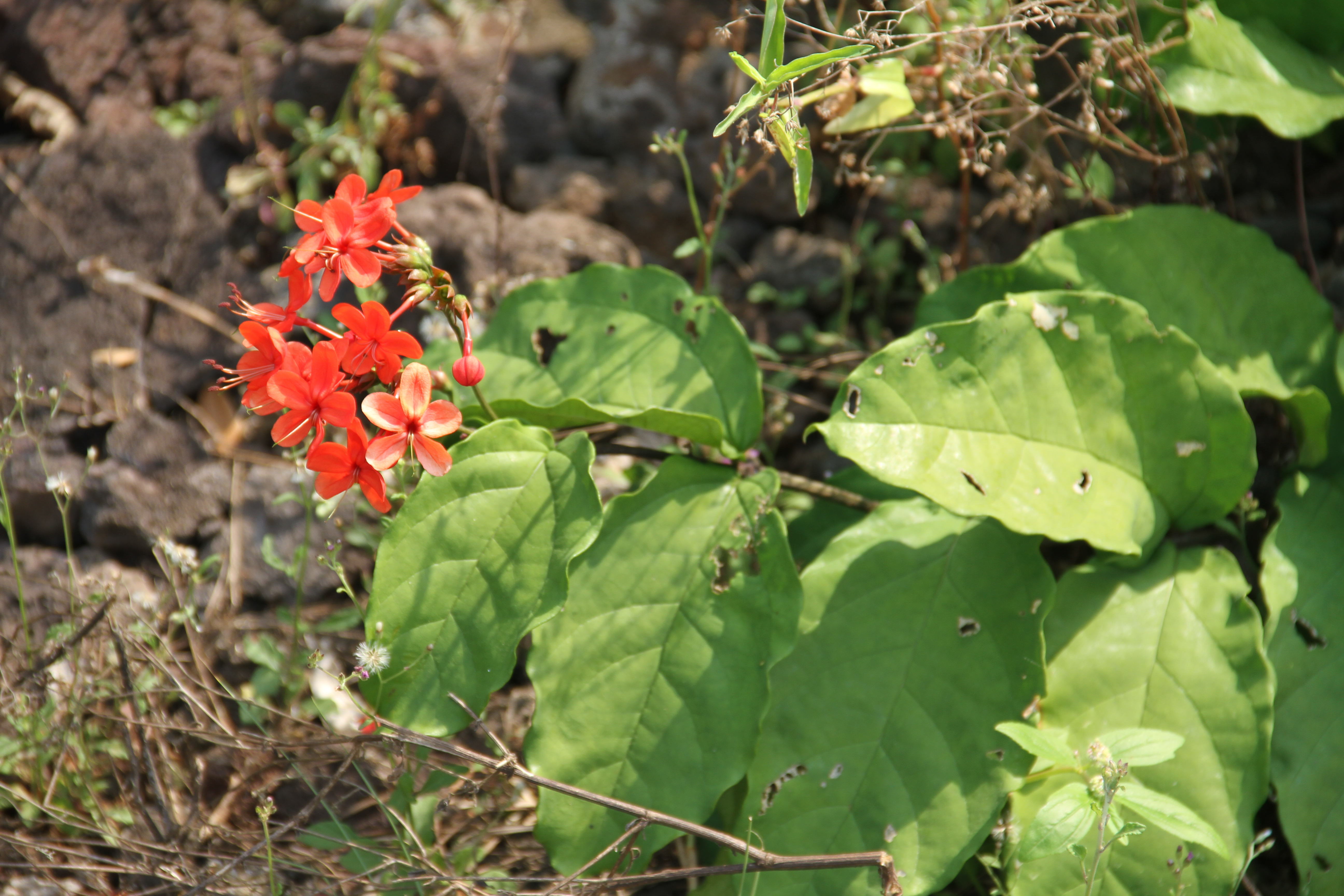
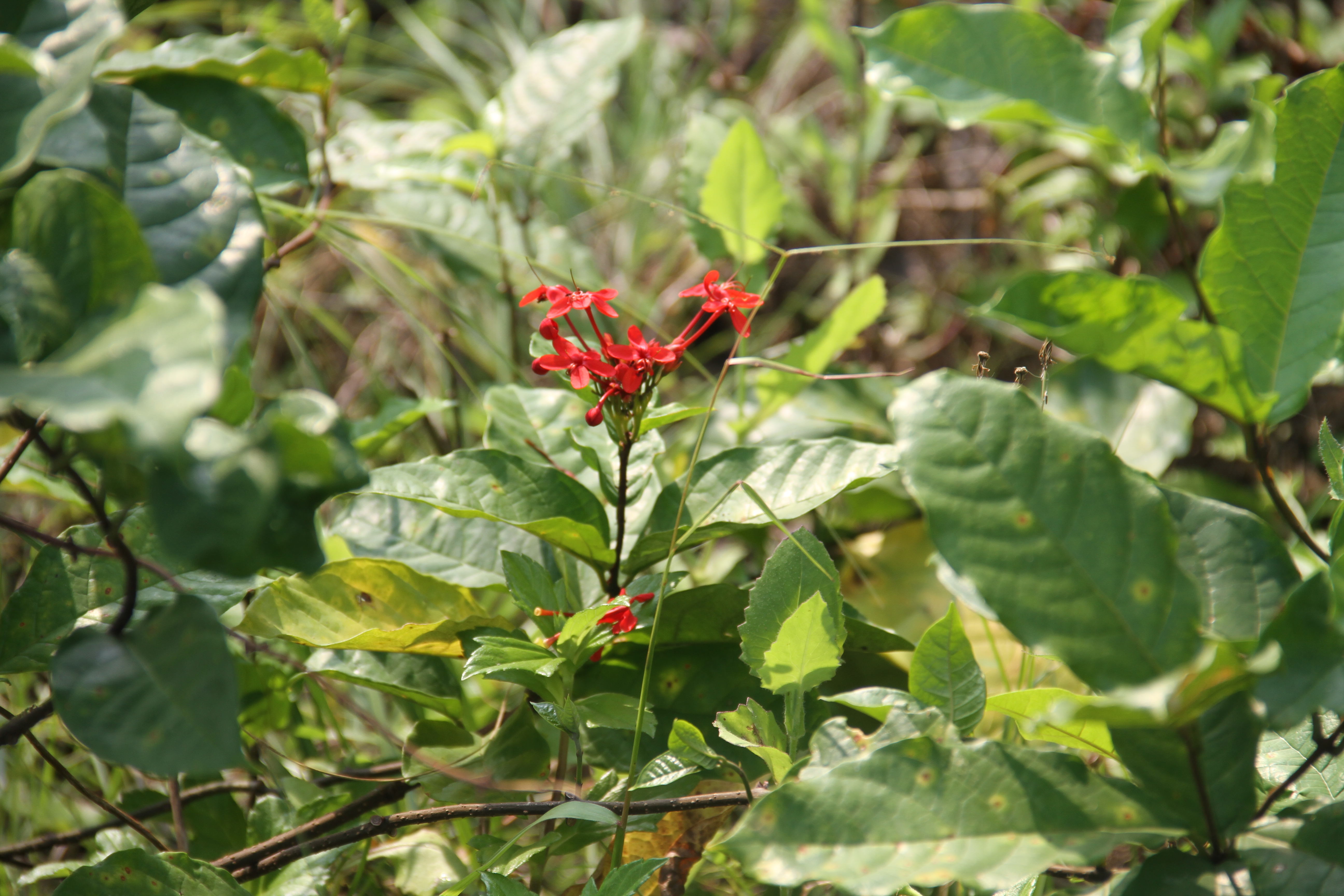
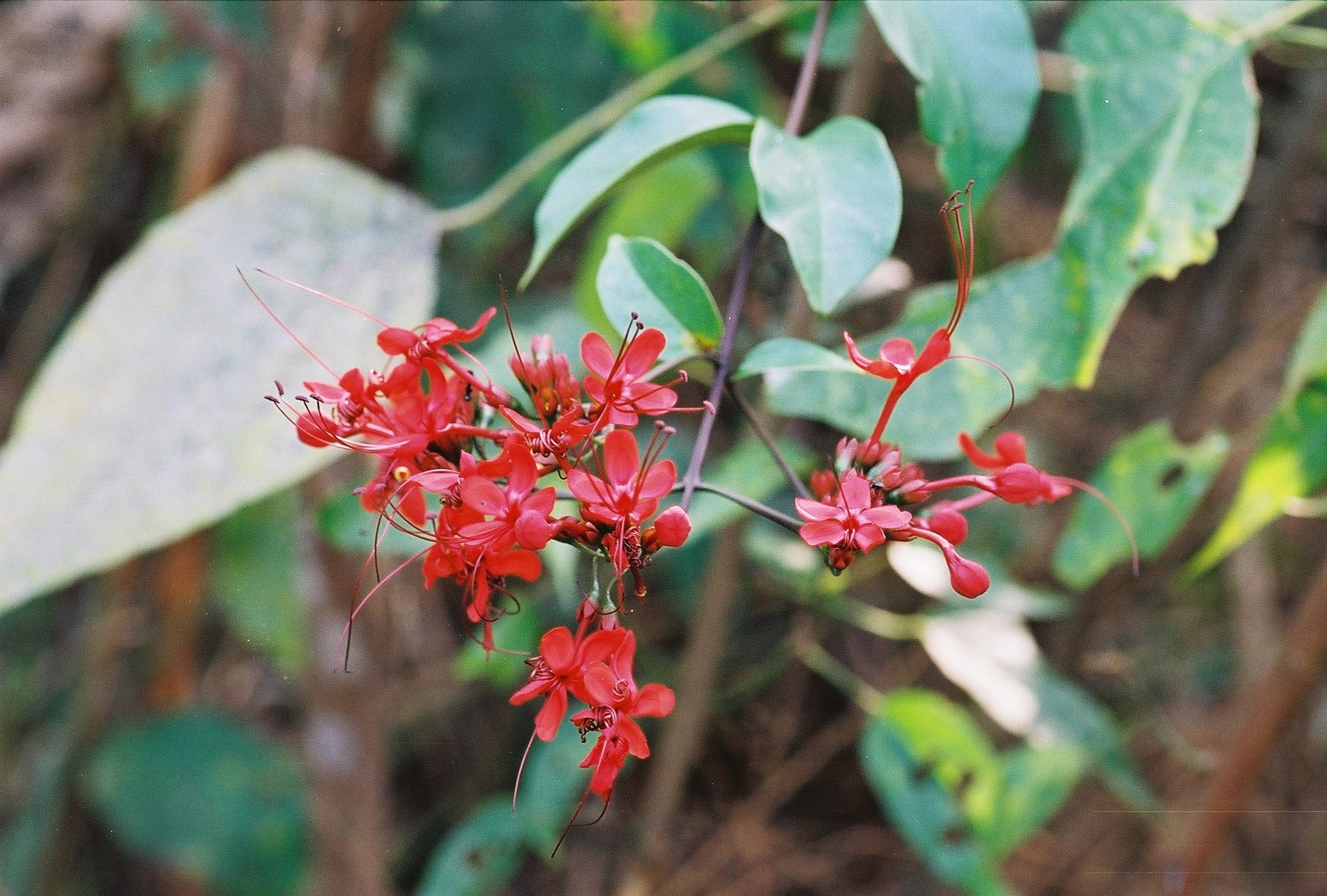